# Gaén
Gaén es un topónimo mencionado en textos medievales que puede hacer referencia a un antiguo núcleo de población existente en el actual término de La Puebla de Híjar en la época musulmana antes de la repoblación cristiana. 
Es posible que el núcleo  habitado antes de la Reconquista fuera de origen hispanorromano, porque parece remontarse a un Gaienus o Gaianus.  El nombre haría referencia a la propiedad de un terrateniente llamado Gaius. De hecho en La Puebla de Híjar hay restos de una villa romana cerca de la Fuente del Charif.
Se hace mención a Gaén en la traducción al castellano de la Carta Puebla de Híjar (entre Gaén y la Vega). La Carta Puebla fue otorgada en 1285 y el texto original es en latín, pero el original fue quemado en la Guerra Civil.
Como en Puebla de Arenoso y Puebla de Castro, después de la reconquista cuando tras la presencia de una Carta Puebla apareció el núcleo llamado Puebla de Gaén que con el tiempo sustituyó o absorbió a Gaén.
El topónimo Gaén existía como apellido en el siglo XV en Albalate del Arzobispo. También en un texto del siglo XV escrito en Cuevas de Cañart se hace mención de una persona natural de Gaén. También encontramos un Vallero Gallen en el Libro de la colecta de la pecha (1360-1369) de Mosqueruela. 
El topónimo persiste en la toponimia actual con la acequia gaén que lleva el agua del río Martín a la Puebla de Híjar, y en Urrea de Gaén cuando Urrea de Híjar y La Puebla de Gaén cambiaron sus terminaciones.